# Effet coucou
L'effet coucou est un terme et un concept introduits en 1988 (et publiés en 1990) par Hugo Schiltz, alors ministre belge du budget.
Il décrit l'effet par lequel des obligations imposées pour des raisons politiques amènent d'autres politiques non obligatoires mais plus vitales à se réduire, de même que dans un nid, le coucou consomme la nourriture apportée par les parents aux dépens de leurs propres oisillons.
En l'occurrence, Hugo Schiltz visait les intérêts de la dette publique, qui à l'époque consommaient une part toujours croissante du budget national.
L'image a cependant rapidement été détournée pour décrire les transferts financiers de la Flandre vers la Wallonie.

## Référence
- Les finances publiques en Belgique et l'effet "coucou" / Hugo Schiltz - Charleroi: Société royale d'économie politique de Belgique, 1990